# Enterolobium oldemanii
Enterolobium oldemanii är en ärtväxtart som beskrevs av Rupert Charles Barneby och James Walter Grimes. Enterolobium oldemanii ingår i släktet Enterolobium och familjen ärtväxter. Inga underarter finns listade i Catalogue of Life.